# Rokopella euglypta
Rokopella euglypta är en blötdjursart som först beskrevs av Philippe Dautzenberg och Fischer 1897.  Rokopella euglypta ingår i släktet Rokopella och familjen Neopilinidae. Inga underarter finns listade i Catalogue of Life.